# Кривенко Леонід Михайлович
Леонід Михайлович Кривенко (серпень 1907, село Олександрівка Області Війська Донського, тепер Ростовської області, Російська Федерація — 29 серпня 1969, тепер Російська Федерація) — радянський діяч, 1-й секретар Адигейського обласного комітету ВКП(б), 1-й секретар Сочинського міського комітету ВКП(б) Краснодарського краю.

## Життєпис
До грудня 1920 року працював у виконавчому комітеті Олександрівської волосної ради Донської області.
З 1921 по 1923 рік служив у Червоній армії, надзвичайній комісії (ЧК) при Раді народних комісарів Закавказької СФСР.
У 1923—1926 роках — у виконавчому комітеті Олександрівської волосної ради Донської області; секретар Комітету громадської взаємодопомоги Азовського району Донського округу.
У 1926—1936 роках — голова Бюро юних піонерів Азовського районного комітету ВЛКСМ Донського округу; завідувач загального відділу Азовського районного комітету ВКП(б) Донського округу; завідувач організаційного відділу Азовської районної Спілки споживчої кооперації Донського округу; секретар виконавчого комітету Азовської районної ради; начальник водного транспорту Азовського рибного комбінату; голова Ново-Батайської сільської ради; інструктор Азовського районного комітету ВКП(б) Азово-Чорноморського краю.
Член ВКП(б) з 1930 року.
У 1936—1937 роках — слухач Азово-Чорноморських крайових курсів марксизму-ленінізму.
У 1937 — жовтні 1939 року — інструктор, завідувач відділу пропаганди та агітації Сочинського міського комітету ВКП(б) Краснодарського краю.
У жовтні 1939 — лютому 1941 року — заступник завідувача відділу пропаганди та агітації Краснодарського крайового комітету ВКП(б).
У лютому 1941 — березні 1943 року — 1-й секретар Армавірського міського комітету ВКП(б) Краснодарського краю.
28 березня 1943 — 20 лютого 1945 року — 1-й секретар Адигейського обласного комітету ВКП(б).
У 1945—1949 роках — 1-й секретар Сочинського міського комітету ВКП(б) Краснодарського краю.
У 1947 році закінчив Курси перепідготовки при ЦК ВКП(б).
У 1949—1952 роках — 1-й секретар Темрюцького районного комітету ВКП(б) Краснодарського краю.
У 1952 році закінчив історичний факультет Майкопського вчительського інституту.
У лютому — квітні 1952 року — завідувач відділу рибної промисловості Краснодарського крайового комітету ВКП(б).
У квітні 1952 — березні 1957 року — заступник голови виконавчого комітету Краснодарської крайової ради депутатів трудящих.
У 1957—1961 роках — завідувач Краснодарського крайового відділу соціального забезпечення.
У 1961—1963 роках — начальник Краснодарського крайового курортного управління профспілок.
Помер 29 серпня 1969 року.

## Нагороди і звання
- орден Червоного Прапора (1944)
- медалі